# ليلى شاكر
ليلى شاكر (من مواليد الأطلس) مغنية مغربية مقيمة ببلجيكا  وتغني بالأمازيغية الريفية. 

## الأعمال الفنية
لليلى شاكر العديد من الأعمال المشهورة في المغرب وخارجه خصوصا لدى الجالية المغربية المقيمة بأوروبا. 
بالإضافة إلى أعمالها الفردية، قامت الفنانة بالغناء مع العديد من الفنانين والفنانات مثل ديدجي حميدة و مو تمسماني. 

## الأغاني
لليلى شاكر ألبومات عديدة مثل: 
- أورينو ياترو (2018)
- صبر ا يوينو (2017)
- راجا راجا (2016)
- يالله أكيدي (2014)

## المهرجانات والحفلات
شاركت ليلى شاكر في العديد من المهرجانات الدولية وأحيت مجموعة من الحفلات في أوروبا خصوصا في بلجيكا وهولاندا.